# Worku Bikila
Worku Bikila (ur. 6 maja 1968 w Arsi) – etiopski lekkoatleta specjalizujący się w biegach długodystansowych, dwukrotny medalista mistrzostw Afryki, trzykrotny uczestnik mistrzostw świata, olimpijczyk z Barcelony i Atlanty.

## Przebieg kariery
Zadebiutował w 1992 roku, startując w mistrzostwach świata w biegach przełajowych, na których wystąpił w konkurencji biegu seniorów i zajął 96. pozycję. Na mistrzostwach Afryki, które zostały rozegrane w Belle Vue Maurel, otrzymał srebrny medal w konkurencji biegu na 5000 m.
Brał udział na igrzyskach olimpijskich w Barcelonie, na których wystąpił w konkurencji biegu na 5000 m. Tam awansował do finału, gdzie ostatecznie zajął w tabeli wyników 6. pozycję z czasem 13:23,52.
W 1993 po raz drugi został medalistą mistrzostw Afryki, tym razem podczas czempionatu w Durbanie wywalczył brązowy medal w konkurencji biegu na 5000 m. Trzy razy w karierze był uczestnikiem lekkoatletycznych mistrzostw świata, każdorazowo startując w konkurencji biegu na 5000 m – w Stuttgarcie zajął 4. pozycję, w Göteborgu zajął 6. pozycję, natomiast na mistrzostwach w Atenach uplasował się na 12. pozycji w tabeli wyników.
Na igrzyskach olimpijskich w Atlancie wystąpił w konkurencji biegu na dystansie 10 000 metrów. Zawodnik zajął wprawdzie 1. pozycję w fazie eliminacji, ale w finale uplasował się dopiero na 17. pozycji z czasem 28:59,15.
Jest medalistą mistrzostw świata w biegach przełajowych, w 1993 został wicemistrzem świata w konkurencji biegu seniorów w drużynie.

## Osiągnięcia
| Rok     | Zawody                                    | Miasto            | Miejsce | Konkurencja          | Wynik    |
| ------- | ----------------------------------------- | ----------------- | ------- | -------------------- | -------- |
| 1992    | Mistrzostwa świata w biegach przełajowych | Boston            | 96.     | bieg mężczyzn        | 38:57    |
| 1992    | Mistrzostwa Afryki                        | Belle Vue Maurel  | 2.      | bieg na 5000 m       | 13:25,98 |
| 1992    | Letnie igrzyska olimpijskie               | Barcelona         | 6.      | bieg na 5000 m       | 13:23:52 |
| 1993    | Mistrzostwa świata w biegach przełajowych | Amorebieta-Etxano | 9.      | bieg mężczyzn        | 33:31    |
| 1993    | Mistrzostwa świata w biegach przełajowych | Amorebieta-Etxano | 2.      | bieg mężczyzn, druż. | 82 pkt.  |
| 1993    | Mistrzostwa Afryki                        | Durban            | 3.      | bieg na 5000 m       | 13:12,53 |
| 1993    | Mistrzostwa świata                        | Stuttgart         | 4.      | bieg na 5000 m       | 13:06,64 |
| 1995    | Mistrzostwa świata                        | Göteborg          | 6.      | bieg na 5000 m       | 13:20,12 |
| 1996    | Letnie igrzyska olimpijskie               | Atlanta           | 17.     | bieg na 10 000 m     | 28:59,15 |
| 1997    | Mistrzostwa świata                        | Ateny             | 12.     | bieg na 5000 m       | 13:30,02 |
| 2002    | Mistrzostwa świata w półmaratonie         | Bruksela          | 37.     | półmaraton           | 1:03:55  |
| 2002    | Mistrzostwa świata w półmaratonie         | Bruksela          | 3.      | półmaraton, druż.    | 3:07:25  |
| Źródło: |                                           |                   |         |                      |          |

## Rekordy życiowe
- bieg na 5000 m – 12:57,23 (8 czerwca 1995, Rzym)
- bieg na 10 000 m – 27:06,44 (25 sierpnia 1995, Bruksela)
- chód na 10 km – 27:31 (5 kwietnia 1998, Brunssum)
- chód na 20 km – 58:23 (11 marca 2001, Alphen aan den Rijn)
- półmaraton – 1:02:15 (10 marca 2002, Paryż)
- maraton – 2:11:48 (8 kwietnia 2001, Paryż)

Źródło: 